# Коргаручей
Коргаручей — ручей в России, протекает по территории Сосновецкого сельского поселения Беломорского района Республики Карелии. Длина ручья — 17 км.
Ручей берёт начало из болота без названия и далее течёт преимущественно в северо-восточном направлении по заболоченной местности.
Ручей в общей сложности имеет восемь притоков суммарной длиной 18 км.
Втекает в реку Лейпручей, впадающую в Белое море.
В нижнем течении Лейпручей пересекает линию железной дороги Санкт-Петербург — Мурманск.
Населённые пункты на ручье отсутствуют.
Код объекта в государственном водном реестре — 02020001412202000004941.